# الحجفة (جبلة)

تعديل مصدري - تعديل

الحجفة هي إحدى قرى عزلة الثوابي بمديرية جبلة التابعة لمحافظة إب، بلغ تعداد سكانها 513 نسمة حسب تعداد اليمن لعام 2004.